# Jaime Mata
Jaime Mata Arnaiz (Madrid, 24 ottobre 1988) è un calciatore spagnolo, attaccante del Las Palmas.

## Caratteristiche tecniche
È un centravanti, che predilige svariare su tutto il fronte offensivo, si dimostra abile nel gioco aereo e nel calciare con entrambi i piedi, inoltre è un ottimo finalizzatore.

## Carriera

### Club
Si è laureato capocannoniere della Segunda División 2017-2018 segnando 35 reti in 43 presenze.

### Nazionale
Il 15 marzo 2019, viene convocato all'età di 30 anni per la prima volta dalla nazionale spagnola dal CT Luis Enrique, per le gare del campionato d'Europa 2020 contro Norvegia e Malta. Debutta in occasione della sfida con i norvegesi, vinta 2-1, rimpiazzando Álvaro Morata.

## Statistiche

### Cronologia presenze e reti in nazionale
| Cronologia completa delle presenze e delle reti in nazionale ― Spagna | Cronologia completa delle presenze e delle reti in nazionale ― Spagna | Cronologia completa delle presenze e delle reti in nazionale ― Spagna | Cronologia completa delle presenze e delle reti in nazionale ― Spagna | Cronologia completa delle presenze e delle reti in nazionale ― Spagna | Cronologia completa delle presenze e delle reti in nazionale ― Spagna | Cronologia completa delle presenze e delle reti in nazionale ― Spagna | Cronologia completa delle presenze e delle reti in nazionale ― Spagna |
| Data                                                                  | Città                                                                 | In casa                                                               | Risultato                                                             | Ospiti                                                                | Competizione                                                          | Reti                                                                  | Note                                                                  |
| --------------------------------------------------------------------- | --------------------------------------------------------------------- | --------------------------------------------------------------------- | --------------------------------------------------------------------- | --------------------------------------------------------------------- | --------------------------------------------------------------------- | --------------------------------------------------------------------- | --------------------------------------------------------------------- |
| 23-3-2019                                                             | Valencia                                                              | Spagna                                                                | 2 – 1                                                                 | Norvegia                                                              | Qual. Euro 2020                                                       | -                                                                     | 89’                                                                   |
| Totale                                                                |                                                                       | Presenze                                                              | 1                                                                     |                                                                       | Reti                                                                  | 0                                                                     |                                                                       |